# Fraction molaire
La fraction molaire est une grandeur intensive sans dimension, utilisée en chimie, en minéralogie et en métallurgie pour représenter la composition d'un mélange, d'une solution, d'un minéral ou d'un alliage. Représentant la proportion d'un composant (aussi appelé ingrédient ou constituant) dans le mélange, la fraction molaire {\displaystyle x} est comprise entre 0 et 1.

## Définitions

### Fraction molaire
La fraction molaire {\displaystyle x_{i}} d'un composant {\displaystyle i} est égale au rapport de la quantité {\displaystyle n_{i}} de ce composant sur la quantité de matière totale {\displaystyle n_{\text{tot}}} du mélange. Il s'agit donc d'une fraction de quantités de matière qui est une grandeur sans dimension.
L'unité de mesure usuelle étant la mole (unité SI), l'usage veut qu'on parle de fraction molaire.
{\displaystyle x_{i}={\frac {n_{i}}{n_{\text{tot}}}}}

### Pourcentage molaire
En multipliant la fraction molaire par 100, on obtient le pourcentage molaire, noté pour lever toute ambiguïté, « % mol » (unité adimensionnelle) :
{\displaystyle x_{i}\%\,{\text{mol}}={\frac {n_{i}}{n_{\text{tot}}}}\cdot 100}.
La somme des pourcentages molaires des composants d'un mélange est, si la description est complète, égale à 100 % :
{\displaystyle \sum x_{i}\ \%\,{\text{mol}}=100\ \%}.
Cette contrainte, dite de fermeture, implique sur les plans mathématique et statistique, le recours à une approche algébrique non vectorielle, dite d'analyse des données compositionnelles.

### Propriété

#### Somme des fractions molaires
La somme des fractions molaires des composants d'un mélange est égale à l'unité
{\displaystyle \sum x_{i}=1}.

## Fraction atomique
Quand les composants considérés sont des atomes, on parle de fraction atomique et de pourcentage atomique (noté % at).